# Šarkania diera
Šarkania diera je jeskyně chráněná jako přírodní památka na Slovensku. Nachází se v katastrálním území obce Súľov-Hradná v okrese Bytča v Žilinském kraji. Území bylo vyhlášeno v roce 1994. Předmětem ochrany je sezóně (od 1. dubna do 1. listopadu) přístupná jeskyně. Z jeskyně pochází archeologické nálezy z pozdní doby kamenné.